# Municipio de Larimore
El municipio de Larimore (en inglés: Larimore Township) es un municipio ubicado en el condado de Grand Forks en el estado estadounidense de Dakota del Norte. En el año 2010 tenía una población de 117 habitantes y una densidad poblacional de 1,26 personas por km².

## Geografía
El municipio de Larimore se encuentra ubicado en las coordenadas 47°52′59″N 97°41′55″O / 47.88306, -97.69861. Según la Oficina del Censo de los Estados Unidos, el municipio tiene una superficie total de 92.81 km², de la cual 92,77 km² corresponden a tierra firme y (0,04 %) 0,04 km² es agua.

## Demografía
Según el censo de 2010, había 117 personas residiendo en el municipio de Larimore. La densidad de población era de 1,26 hab./km². De los 117 habitantes, el municipio de Larimore estaba compuesto por el 94,87 % blancos, el 5,13 % eran de otras razas. Del total de la población el 5,13 % eran hispanos o latinos de cualquier raza.